# Lữ đoàn Tên lửa bờ 679
Lữ đoàn 679 là đơn vị tên lửa đất đối hải thuộc Vùng 1 Hải quân - 1 trong 5 binh chủng nòng cốt của Hải quân nhân dân Việt Nam.

## Lịch sử
Trong thập niên 80 của thế kỷ 20, trước yêu cầu nhiệm vụ xây dựng và bảo vệ Tổ quốc, ngày 12-4-1979, đơn vị tên lửa đất đối biển đầu tiên của Quân chủng có tên gọi là Tiểu đoàn 43 Hải quân ra đời.
Sau đó, ngày 28-5-1979, Tiểu đoàn 43 được đổi thành Tiểu đoàn 43 pháo binh B.
Đến ngày 7-6-1979, Tiểu đoàn pháo binh B được Bộ Tư lệnh Hải quân đổi tên là Tiểu đoàn 679 Hải quân. Đây chính là đơn vị tiền thân của Đoàn 679 Hải quân, phát triển thành Lữ đoàn 679 ngày nay.

## Danh hiệu
Đơn vị đã được Đảng, Nhà nước tặng thưởng:
- Huân chương Chiến công hạng Nhì
- Huân chương Chiến công hạng Ba
- Huân chương Bảo vệ Tổ quốc hạng Nhất
- Huân chương Bảo vệ Tổ quốc hạng Nhì
- Nhiều năm đạt danh hiệu Đơn vị huấn luyện giỏi và Cờ thi đua của Chính phủ, Bộ Quốc phòng và Bộ Tư lệnh Hải quân...[2]

## Lãnh đạo, Chỉ huy
- Lữ đoàn trưởng: Đại tá Phùng Đức Cường (2019)[3]
- Phó Lữ đoàn trưởng - Tham mưu trưởng: Thượng tá Trần Phú Bình (2019)[3]
- Chính ủy: Thượng tá Đào Cao Sỹ (2024)[4]

## Trang bị

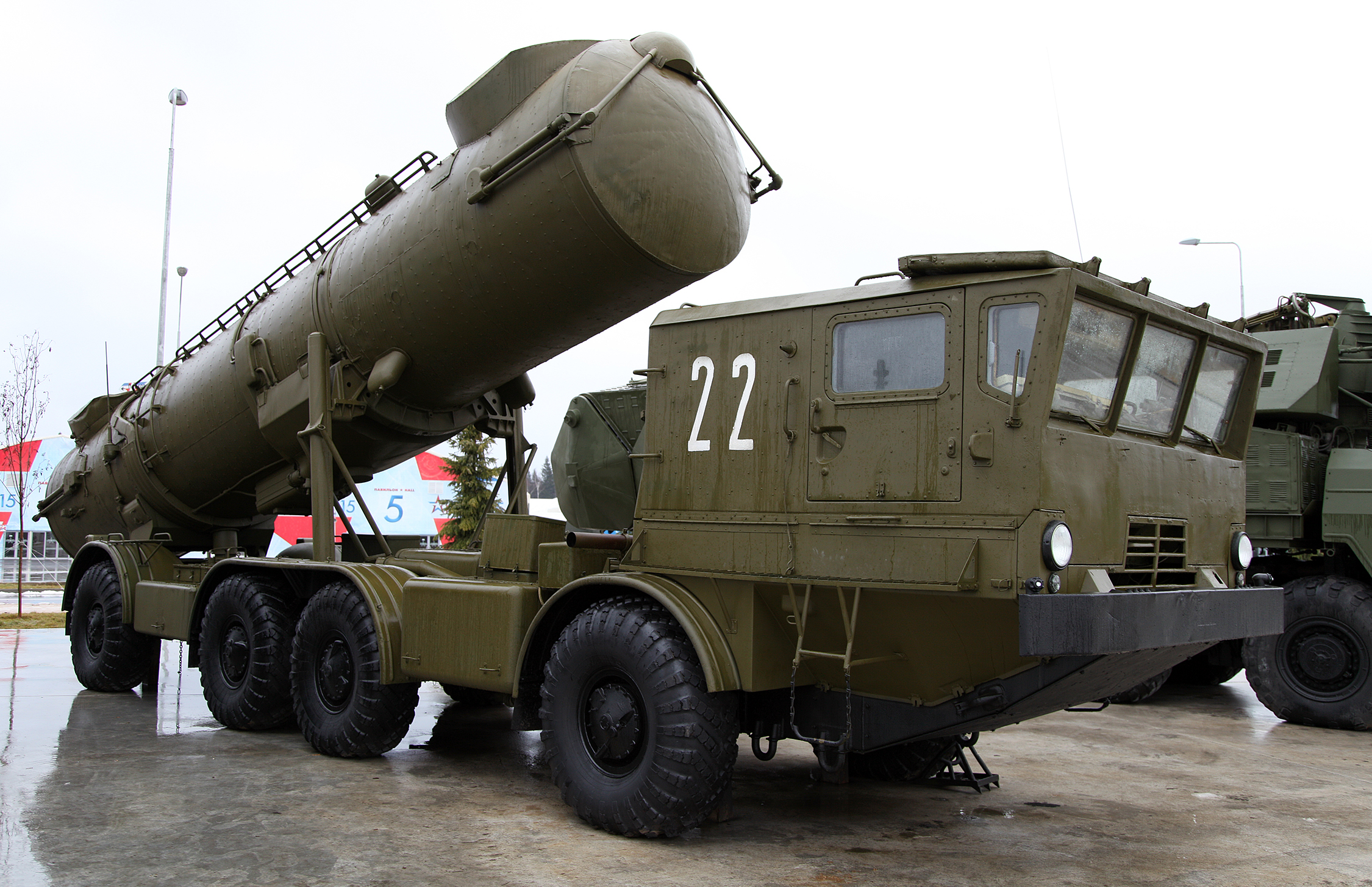
4K44

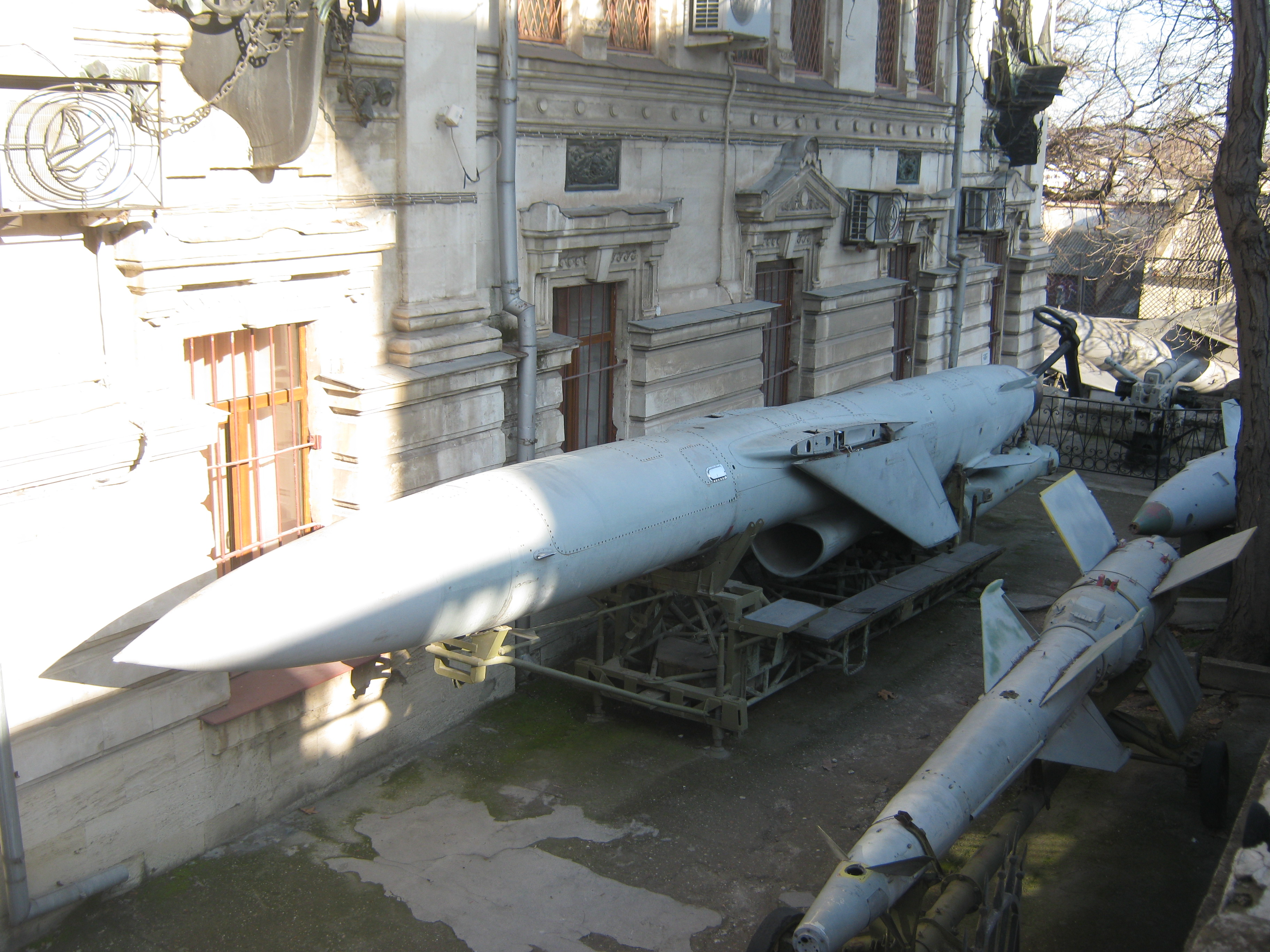
Tên lửa P-35 (P-6)

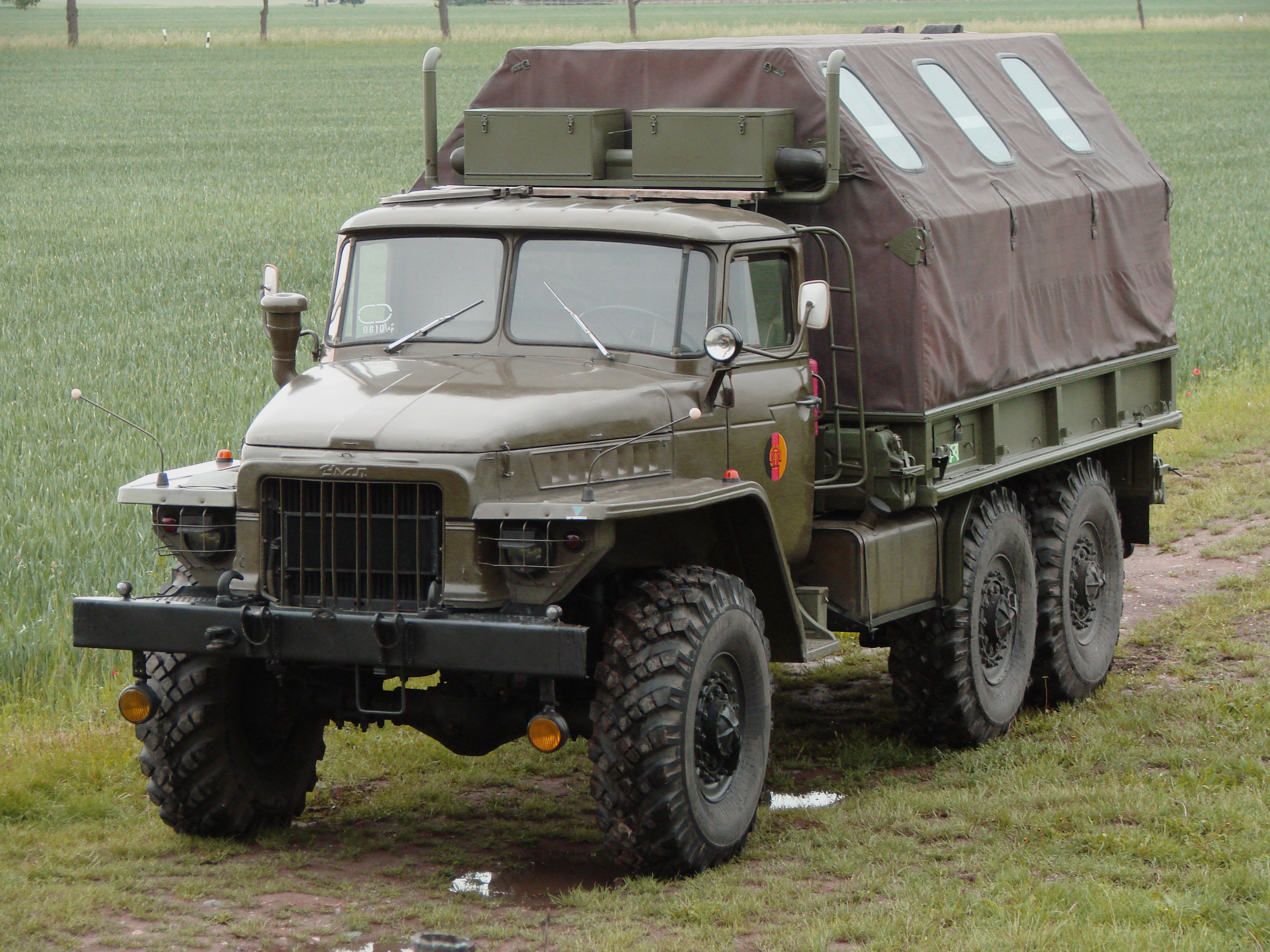
Xe tải Ural-375 - phương tiện hậu cần quan trọng của Lữ đoàn

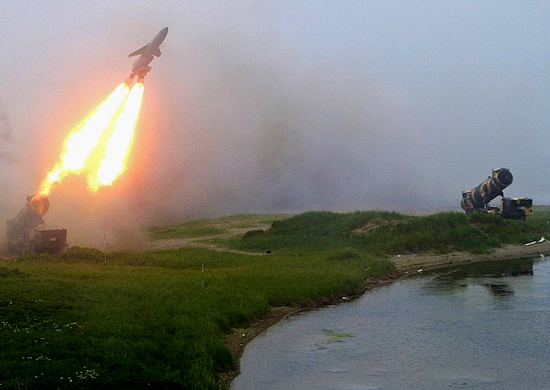
Minh họa khai hỏa P-35

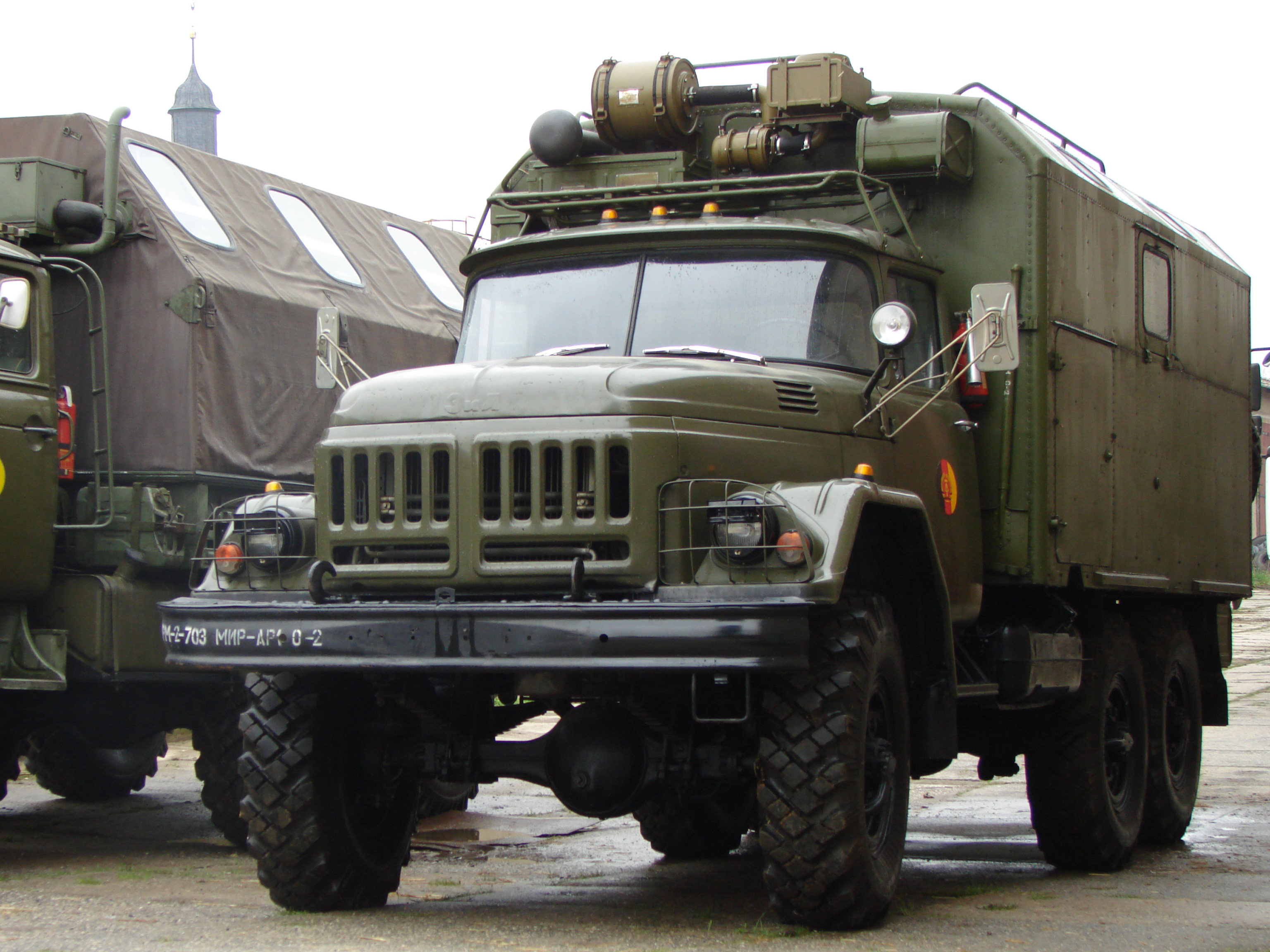
Xe tải Zil-131

Trong giai đoạn những năm 1980, lực lượng phòng thủ bờ biển Việt Nam được Liên Xô chuyển giao hệ thống tên lửa chống hạm được mệnh danh là "sát thủ tàu sân bay" 4K44 REDUT-M (Tên định danh của NATO là SSC-1) cùng hàng chục quả đạn tên lửa hành trình chống tàu P-35B (ký hiệu của NATO là SS-N-3 Shaddock).
Tổ hợp tên lửa chống hạm REDUT-M là một hệ thống tên lửa phòng thủ bờ biển di động, được triển khai trên xe phóng SPU-35B hoặc SPU-35V. Một tổ hợp REDUT-M có 3 xe phóng, xe chỉ huy và xe radar 4R45 Skala.
Tên lửa được đặt trong ống phóng ZIL-135K và được đặt trên xe tải BAZ-135MB 8x8 bánh. Mỗi xe phóng được vận hành bởi 5 người, thời gian triển khai sẵn sàng chiến đấu khoảng 30 phút.
Tên lửa P-35B có chiều dài 10,2m, đường kính gần 1m, sải cánh 2,6m, trọng lượng phóng 4.500 kg. Tên lửa có tầm bắn tối đa 460 km,với tốc độ Mach-1.4, hiện nay phiên bản tên lửa P-35 Pyatyorka trang bị cho tổ hợp 4K44 đã được Việt Nam nghiên cứu chế tạo thành công nhằm trang bị cho tổ hợp này với tầm bắn 550 km. Tên lửa sử dụng động cơ nhiên liệu rắn KRD-26.
Hải quân Việt Nam sử dụng trực thăng trinh sát Ka-27 (trước là Ka-25) để dẫn đường cho tên lửa. Các lệnh dẫn hướng được gửi đến tên lửa từ trạm chỉ huy mặt đất thông qua các hình ảnh mà radar của tên lửa cung cấp thông qua một liên kết dữ liệu video. Từ hình ảnh radar của tên lửa cung cấp, sĩ quan điều khiển sẽ xác định và lựa chọn mục tiêu ưa thích, sau đó khóa mục tiêu bằng radar chủ động của tên lửa. Trong trường hợp không có sự hỗ trợ dẫn hướng từ các máy bay trinh sát, sĩ quan điều khiển tên lửa sẽ phóng 3-4 tên lửa cùng lúc. Một trong số các tên lửa này sẽ được điều khiển bay lên cao hơn so với các tên lửa khác. Tên lửa này sẽ dùng radar của mình để dẫn đường cho các tên lửa còn lại tấn công một tàu hoặc nhóm tàu được phát hiện bởi các radar cảnh giới.
Tên lửa có độ cao hành trình từ 100-400m, hoặc có thể bay cao từ 4.000-7.000m trong trường hợp dùng radar của tên lửa để dẫn đường cho các tên lửa khác. Ở pha cuối tên lửa hạ thấp độ cao xuống dưới 100 mét trước khi lao đến mục tiêu.